# Корла Август Коцор
Корла Август Коцор (нар. 3 грудня 1822, Берге, район Бауцен, Верхня Лужиця — 19 травня 1904 недалеко від Лебау, Німеччина) — серболужицький композитор і патріот, професійний викладач. Автор музики до Гімну лужицьких сербів.

## Біографія

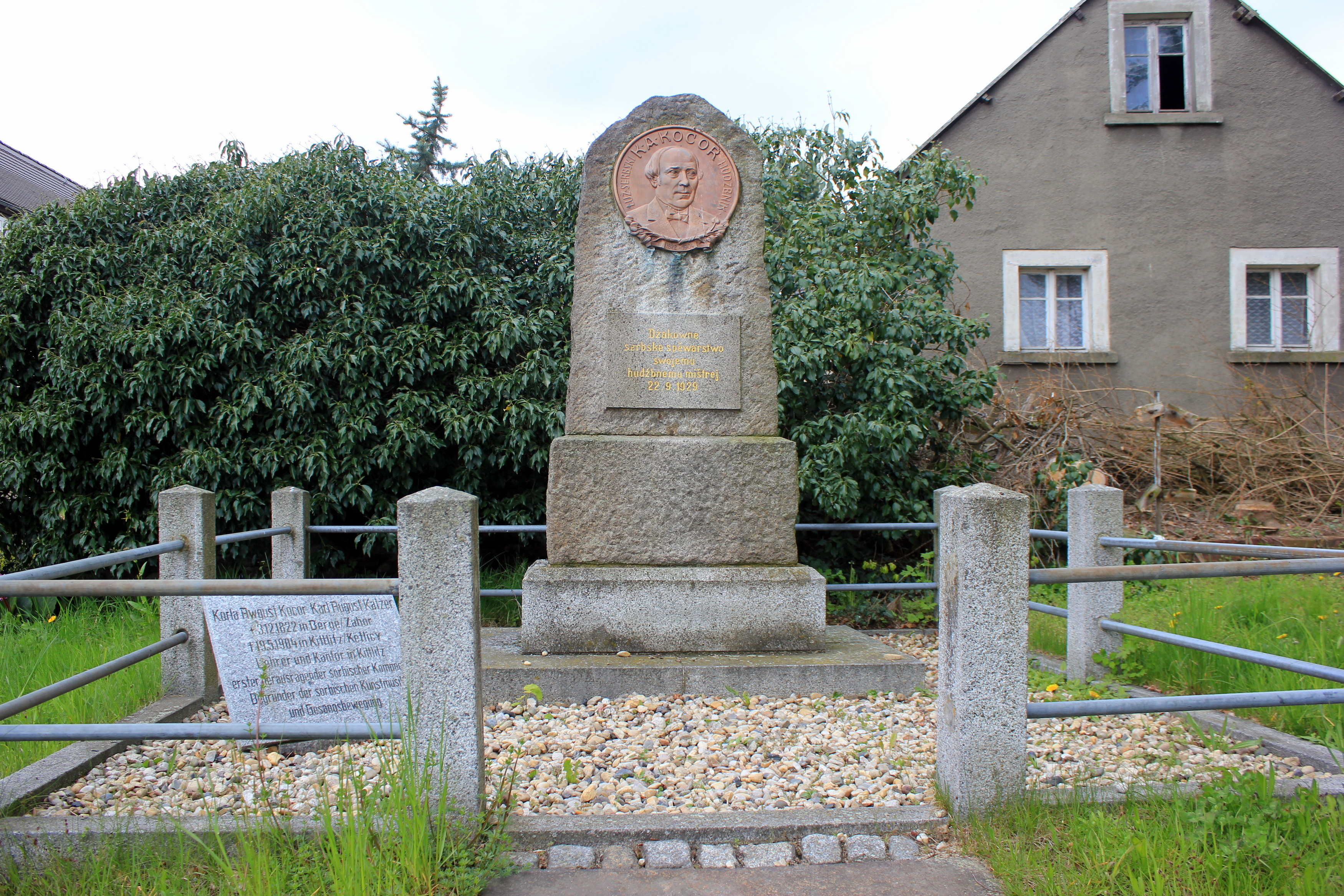
Пам'ятник композитору Корле Аагусту Коцору, 1929 рік. Пам'ятник культури і історії Саксонії

У дитинстві навчався грі на скрипці, фортепіано і теорії музики. Початкову освіту здобув у Будестецах. Під час навчання в педагогічному училищі в Бауцені в 1839 році був учнем К. Е. Герінга — місцевого органіста і композитора, який був другом Роберта Шумана.
У 1844 році Корла зустрів на своєму шляху Гандрія Зейлера, сорбського поета і музиканта-любителя зачарованого рідним фольклором. Співпраця з Зейлером надихнула Корлу на створення ораторії, заснованої на сорбській культурі.

## Творчість
Ораторії
- Serbski kwas (Сорбське весілля), 1849/50;
- Žně (Врожай), 1849/83
- Nalěćo (Весна), 1860
- Israelowa zrudoba a tróšt (Горе та втіха Ізраїлю), 1861
- Podlěćo (Літо), 1883
- Nazyma (Осінь), 1886
- Zyma (Зима), 1889
- So zwoni měr (Мирові дзвони), 1891
- Serbskie requiem (Сорбський реквієм), 1894.
- Wěnc hórskich spěwow (Вінок гірських пісень), 1860.

Опери
- Jakub i Kasia (Якуб і Кася), 1871.

Інструментальні роботи
- Trio klawesynowe (Тріо клавесинів), 1873.
- Kwartet smyczkowy (Квартет смичкових), 1879.
- Trzy serbskie pieśni narodowe (Три сербських народних пісні), 1879.
- Serenada (Серенада), 1889.
- Гімн лужицьких сербів (Rjana Łužica), 1845.